# Regina Hitzelberger
Regina Hitzelberger, verheiratete Regina Lang, auch Regina Hitzelberger-Lang (* 15. Februar 1788 in Würzburg; † 10. Mai 1827 in München), war eine deutsche Opernsängerin (Sopran).

## Leben
Hitzelberger, die Tochter der Opernsängerin Sabine Hitzelberger (1755–1815) und des Flötisten Franz Ludwig Joseph Hitzelberger (vor 1769–nach 1802), wurde von ihrer Mutter im Gesang unterrichtet. Sie ging ans Münchner Hoftheater und wurde schon nach kurzer Zeit zur Kammersängerin ernannt.
1805 bot ihr Napoleon Bonaparte, der sie im Münchner Hoftheater im Unterbrochenen Opferfest, im Don Juan und in Castor und Pollux hörte und dem ihre Stimme außerordentlich gefiel, ein ungewöhnlich hohes Gehalt als französische Kammersängerin an. Sie schlug jedoch, wie auch ihre Mutter bereits 1776 in Paris, solch ein Angebot aus und blieb in München. 
Am 19. Oktober 1808 heiratete sie den Geiger Theobald Lang (1783–1839), und im November 1811 beendete „die herrliche und vielseitige Regina Lang“ – „ein Schlag für die Oper!“ – ihre Bühnenlaufbahn, „um fortan nur ihrem Beruf als Hofsängerin zu leben“.

## Begegnung mit Beethoven
Es wird vermutet, dass sie – zusammen mit ihrem Mann – anschließend nach Wien reiste und dort Beethoven traf, denn dieser schrieb das November/Dezember 1811 entstandene Lied An die Geliebte WoO 140 in ihr Stammbuch. Diese Fassung ist heute verschollen, überliefert ist nur ein Abdruck, der 1836 in der Zeitschrift Europa erschien. In einer Anmerkung des Redakteurs August Lewald heißt es dazu: „Eine Reliquie von Beethoven, eines seiner gefühlvollsten Lieder, welches er einst in das Stammbuch der baierischen Hofsängerin Regina Lang schrieb, als sie sich in Wien befand.“ Es ist anzunehmen, dass das Stammbuch zu dieser Zeit im Besitz ihrer Tochter Josephine Lang war.

## Familie und Nachkommen
Hitzelbergers Geschwister waren Catharina Elisabeth Hitzelberger (1777–1795), Kunigunde Hitzelberger (1778–1795) und Johanna Hitzelberger (1783–1849), allesamt waren ebenfalls Sängerinnen.
Ihr Sohn Ferdinand Lang (1810–1882) wurde Schauspieler, ihre Tochter Josephine Caroline Lang (1815–1880) Komponistin. Heinrich Adolf Köstlin (1846–1907) war über ihre Tochter ihr Enkel und Therese Köstlin (1877–1964), eine bekannte württembergische Dichterin, war ihre Urenkelin.